# Krupki (Czerwona Wola)
Krupki – część wsi Czerwona Wola w Polsce położona w województwie podkarpackim, w powiecie przeworskim, w gminie Sieniawa, w sołectwie Czerwona Wola
W latach 1975–1998 miejscowość położona była w województwie przemyskim.
Krupki obejmują 14 domów.